# Белозёров, Георгий Автономович
Георгий Автономович Белозёров (род. 29 октября 1946 в с. Усень-Ивановское Белебеевского района Башкирской АССР) — российский учёный, член-корреспондент РАН с 28 октября 2016 года по Отделению сельскохозяйственных наук.

## Биография
В 1970 году окончил Московский институт химического машиностроения (МИХМ) по специальности «Холодильные и компрессорные машины и установки».
Научная и трудовая деятельность:
- младший научный сотрудник, старший инженер (1970—1972), аспирант (1972—1975) МИХМ. Защитил кандидатскую диссертацию «Исследование массообмена при неадиабатической ректификации воздуха».
- 1975—1979 младший научный сотрудник, старший научный сотрудник НПО «КРИОГЕНМАШ».
- 1979—1989 заведующий лабораторией, заведующий отделом, заместитель директора по научной работе ВНИИторгмаша.
- 1989—1994 заместитель генерального директора НПО «Агрохолодпром».
- 1994—1996 директор по производству, заместитель генерального директора СП «Интерхолод».
- 1996—2006 заместитель директора ВНИИ холодильной промышленности по научной работе.
- 2006—2016 директор ВНИХИ.
- с июня 2016 года — главный научный сотрудник ФГБНУ ВНИХИ.

В 2012 году защитил докторскую диссертацию «Научно-практические аспекты развития холодильно-технологической цепи обработки, хранения и транспортирования пищевых продуктов животного происхождения».
Научная сфера — разработка ресурсо- и энергосберегающих технологий холодильной обработки и хранения пищевых продуктов, создание холодильно-технологического оборудования. Получил более 50 авторских свидетельств и патентов на изобретения.
Награждён медалями «В память 850-летия Москвы», «Ветеран труда», двумя медалями ВДНХ.